# Erdbeere (Heraldik)
Die Erdbeere ist in der Heraldik eine Wappenfigur und als gemeine Figur allein oder neben anderen Figuren nicht häufig im Wappen oder Feld anzutreffen. Sie kann mit einigen Blättern oder auch mit dem Pflanzenstiel und zusätzlich mit Blüte dargestellt sein, was bei der Wappenbeschreibung erwähnt werden sollte. Die typische rote Farbe der Beere weicht oft einer goldenen oder silbernen Tinktur.

Butschbach
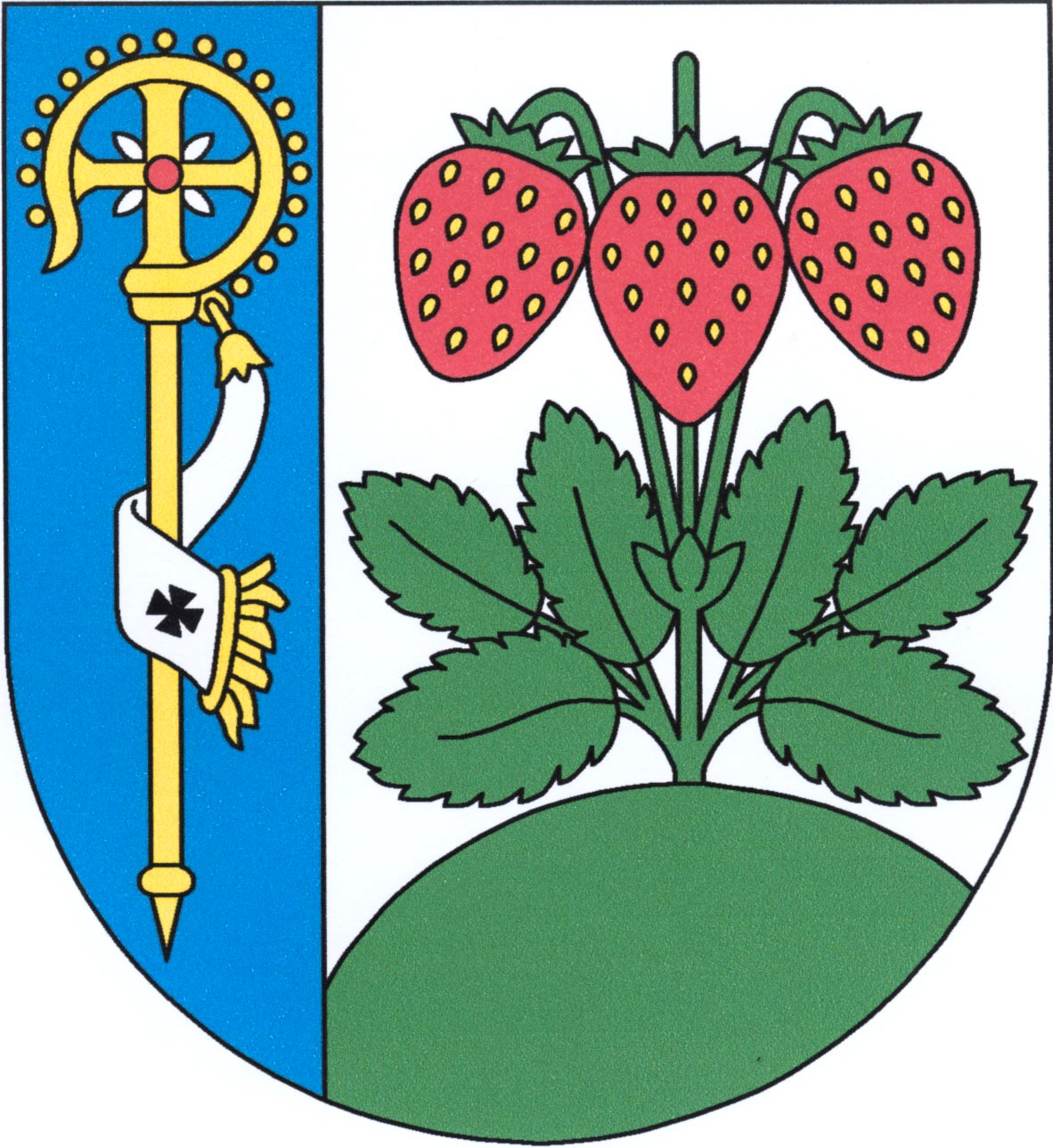
Krinian
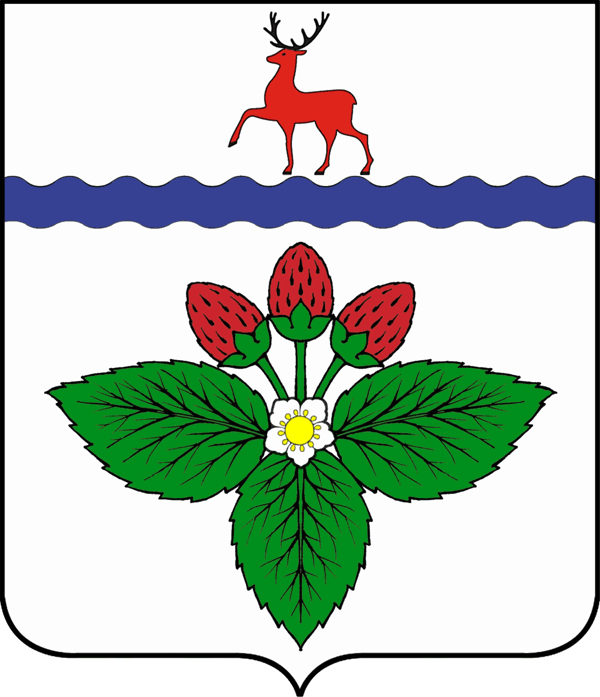
Kstowo
Wien-Landstraße
Saint-André-Farivillers
Vergt
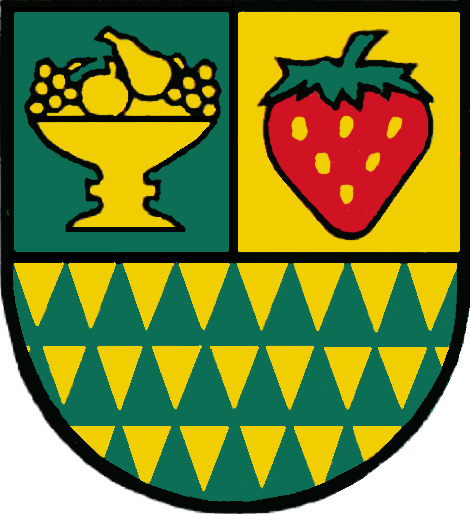
Wiesen (Burgenland)